# 基乌帕诺
基乌帕诺（義大利語：Chiuppano），是意大利威尼托大区维琴察省的一个市镇。总面积4平方公里，人口2625人，人口密度656.3人/平方公里（2009年）。国家统计（ISTAT）代码为024030。